# Antonia (1995)
Antonia is een Nederlandse dramafilm uit 1995 onder regie van Marleen Gorris. Antonia won in 1996 de Oscar voor beste niet-Engelstalige film.
De film is gebaseerd op een draaiboek van Gorris zelf en werd geproduceerd door de film- en theaterproducent Bergen, in samenwerking met onder andere de filmstudio's Eurimages en Primetime, het Nederlands Fonds voor de Film en de NPS.

## Verhaal
De handeling beschrijft belangrijke episoden uit het leven van vier generaties vrouwen in een dorp in Nederland. De spanning tussen de levenswijze van deze vrouwendynastie en de, als bekrompen weergegeven, opvattingen van met name de mannen in hun dorp is hierbij een belangrijk thema en de film kan als feministisch worden aangemerkt. In de film wordt ook een aantal mannen als positief voor het voetlicht gebracht. Deze worden door de vrouwen in de film gebruikt als spermadonor voor een kind dat ze zonder die man wensen op te voeden, of als zonderlinge kluizenaar.

## Rolverdeling
| Acteur                    | Personage                      |
| ------------------------- | ------------------------------ |
| Willeke van Ammelrooy     | Antonia                        |
| Els Dottermans            | Danielle                       |
| Veerle van Overloop       | Thérèse                        |
| Esther Vriesendorp        | Thérèse (13)                   |
| Carolien Spoor            | Thérèse (6)                    |
| Thyrza Ravesteijn         | Sarah                          |
| Jan Decleir               | Boer Bas                       |
| Mil Seghers               | Kromme Vinger                  |
| Dora van der Groen        | Allegonde                      |
| Elsie de Brauw            | Lara Andersen, lerares Thérèse |
| Reinout Bussemaker        | Simon                          |
| Marina de Graaf           | Deedee                         |
| Filip Peeters             | Pitte                          |
| Michaël Pas               | Janne                          |
| Catherine ten Bruggencate | Malle Madonna                  |
| Paul Kooij                | Protestant                     |
| Fran Waller Zeper         | Olga                           |
| Jan Steen                 | Lippen Willem                  |
| Leo Hogenboom             | Pastoor                        |
| Flip Filz                 | Kaplan                         |
| Wimie Wilhelm             | Letta                          |
| Victor Löw                | Harry                          |
| Johan Heldenbergh         | Tom                            |

## Prijzen
De film won in 1995 het Gouden Kalf voor beste regie en in 1996 de Oscar voor beste niet-Engelstalige film en kreeg over het algemeen positieve kritieken.
In Engelstalige landen werd de film uitgebracht onder de naam Antonia's Line en in Duitstalige landen onder de naam Antonias Welt. De film is deels opgenomen in Eygelshoven (Limburg). Voor de buitenopnamen kozen de makers voor het dorpje La Neuville-aux-Tourneurs in de Franse Ardennen, een pittoresk plaatsje waar de tijd geen greep op heeft, maar dat niet bijster overtuigt als boerendorp in Nederland.

## Citaten
- Boer Bas - Mijn zonen hebben een moeder nodig.
- Antonia - Ik heb jouw zoons niet nodig.
- Boer Bas - Heb je dan geen man nodig?"
- Antonia - Waarvoor?"